# 藍川悟
藍川悟（日语：藍川 さとる，1976年9月29日—），日本漫畫家，另有筆名古張乃莉，以黑江ノリコ之名畫BL作品。
作品內容較少女漫畫取向, 也有BL的故事。

## 作品
- 《愛戀晴空》系列
  1. 愛戀晴空，2009年，青文出版 [妳是我的晴空 晴天系列1. 初版1998年，大然]
  2. 跟我說愛我，2009年，青文出版 [健忘戀愛白書 晴天系列2. 初版1998年，大然]
  3. 無限感激，2009年，青文出版 [不安定壞男孩 晴天系列3. 初版1998年，大然]
  4. 異星人交叉點，2009年，青文出版 [異星人交叉點 晴天系列4. 初版1998年，大然]
  5. 週末的戀人，初版2009年，青文出版
  6. 魚的f，初版2009年，青文出版
- 祈嚮鬼魅，初版1999年，大然
- 飛行x少年1，初版1999年，大然
- 純情導電體，東立出版

藍川老師的作品, 最早是由大然文化發行, 現在是由青文出版社發行。青文出版社翻譯的名稱與大然不同, 列出以供參考.

## 外部連結
- （日語）
- （日語）